# Thoriumreeks
De thoriumreeks is een vervalreeks, waarbij het radioactieve isotoop thorium-232 vervalt in zes alfa- en vier bètastappen tot het stabiele lood-208.
De stappen zijn: thorium-232 – radium-228 – actinium-228 – thorium-228 – radium-224 – radon-220 – polonium-216 – lood-212 – bismut-212.
Vervolgens zijn er twee routes mogelijk:
- bismut-212 – polonium-212 – lood-208
- bismut-212 – thallium-208 – lood-208

| Atoom | Verval             | Halfwaardetijd | E (MeV)     | Vervalt tot |
| ----- | ------------------ | -------------- | ----------- | ----------- |
| 232Th | α, γ               | 1,405·1010 j   | 4,083       | 228Ra       |
| 228Ra | β−                 | 5,75 j         | 1,325       | 228Ac       |
| 228Ac | β−                 | 6,15 uur       | 2,127       | 228Th       |
| 228Th | α                  | 1,9131 j       | 5,520       | 224Ra       |
| 224Ra | α                  | 3,66 d         | 5,789       | 220Rn       |
| 220Rn | α                  | 55,6 s         | 6,405       | 216Po       |
| 216Po | α                  | 0,145 s        | 6,906       | 212Pb       |
| 212Pb | β−                 | 10,64 uur      | 0,574       | 212Bi       |
| 212Bi | β− 64,06% α 35,94% | 60,55 min      | 2,254 6,207 | 212Po 208Tl |
| 212Po | α                  | 2,99·10−7s     | 8,954       | 208Pb       |
| 208Tl | β−                 | 3,083 min      | 5,001       | 208Pb       |
| 208Pb | .                  | stabiel        | .           | .           |

In het diagram hiernaast zijn onder meer de isotopen die een rol spelen in beeld. Alfaverval is weergegeven als een blauwgroene pijlpunt naar boven, bètaverval als een roze pijlpunt naar links. Het startpunt van de thoriumreeks bevindt zich rechtsonder, het eindpunt linksboven.